# Lhota u Olešnice
Lhota u Olešnice (německy Lhota bei Oels) je obec v okrese Blansko v Jihomoravském kraji. Žije zde 46 obyvatel.

## Historie
První písemná zmínka o obci pochází z roku 1349 (Bolezin et Lhotka). Od roku 1590 až do roku 1848 byla obec součástí kunštátského panství. Převážnou část obce tvoří původní dřevěnice, roztroušené po okolních svazích. Dominantou vsi je klasicistní kaple Nejsvětější Trojice z roku 1887.

## Přírodní poměry
Do obce ze severu přitéká Tresenský potok, který se ve vesnici stáčí a teče dále západním směrem.

## Obyvatelstvo
| Rok            | 1869 | 1880 | 1890 | 1900 | 1910 | 1921 | 1930 | 1950 | 1961 | 1970 | 1980 | 1991 | 2001 | 2011 | 2021 |
| -------------- | ---- | ---- | ---- | ---- | ---- | ---- | ---- | ---- | ---- | ---- | ---- | ---- | ---- | ---- | ---- |
| Počet obyvatel | 202  | 191  | 186  | 187  | 177  | 185  | 164  | 131  | 131  | 95   | 71   | 44   | 37   | 37   | 42   |
| Počet domů     | 27   | 27   | 27   | 30   | 31   | 36   | 39   | 38   | 32   | 27   | 22   | 17   | 14   | 18   | 32   |

## Obecní správa
Mezi lety 1869–1989 Lhota u Olešnice byla obcí v okrese Boskovice (1869–1930), posléze v okrese Bystřice nad Pernštejnem (1950) a později v okrese Blansko. Od 1. července 1989 do 30. června 1990 patřila jako část města k Olešnici a od 1. července 1990 je opět samostatnou obcí.

### Obecní symboly
Znak a vlajka byly obci uděleny rozhodnutím předsedkyně Poslanecké sněmovny Parlamentu České republiky dne 24. února 2011.

## Galerie

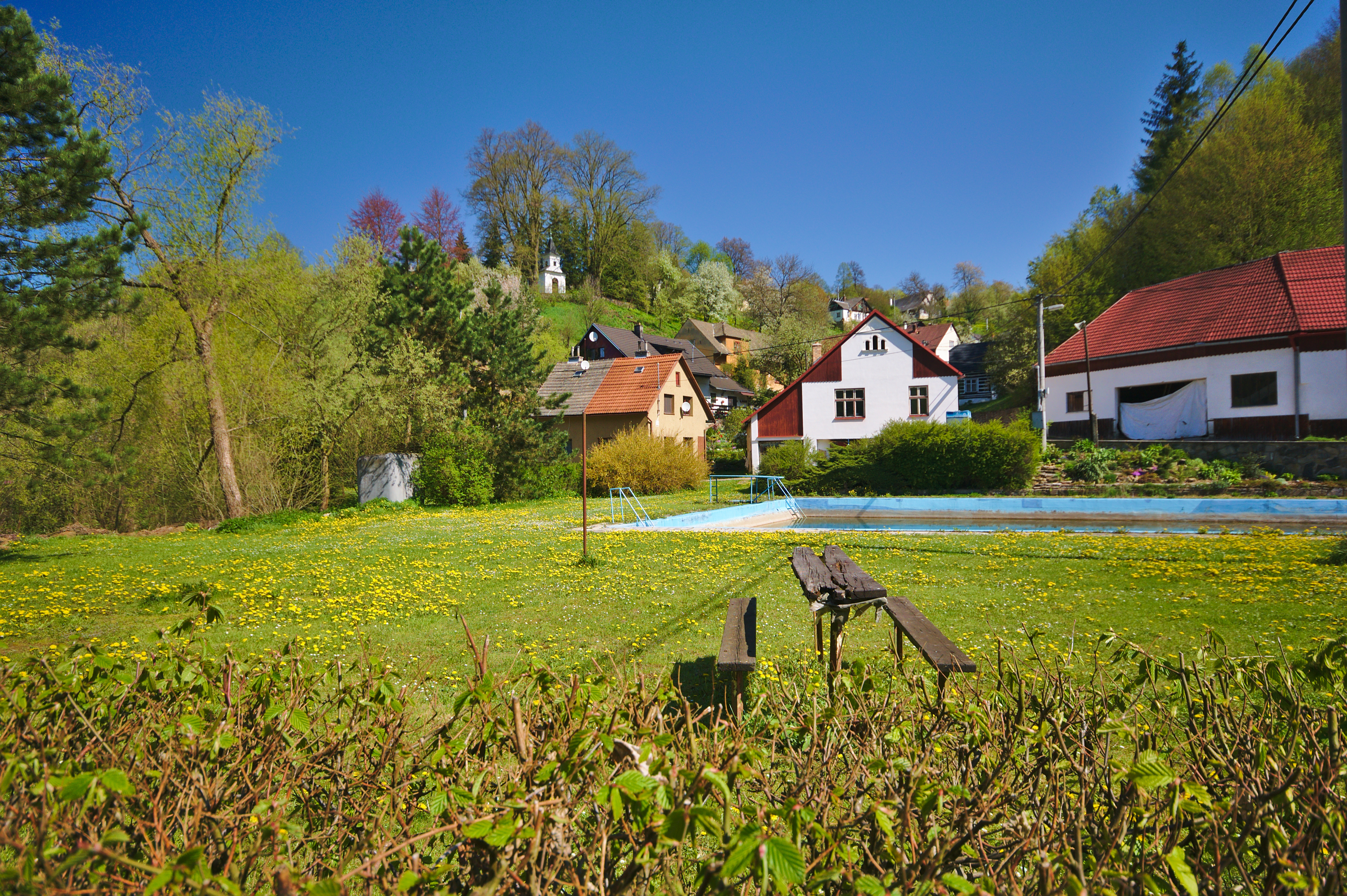
Pohled na obec od požární nádrže
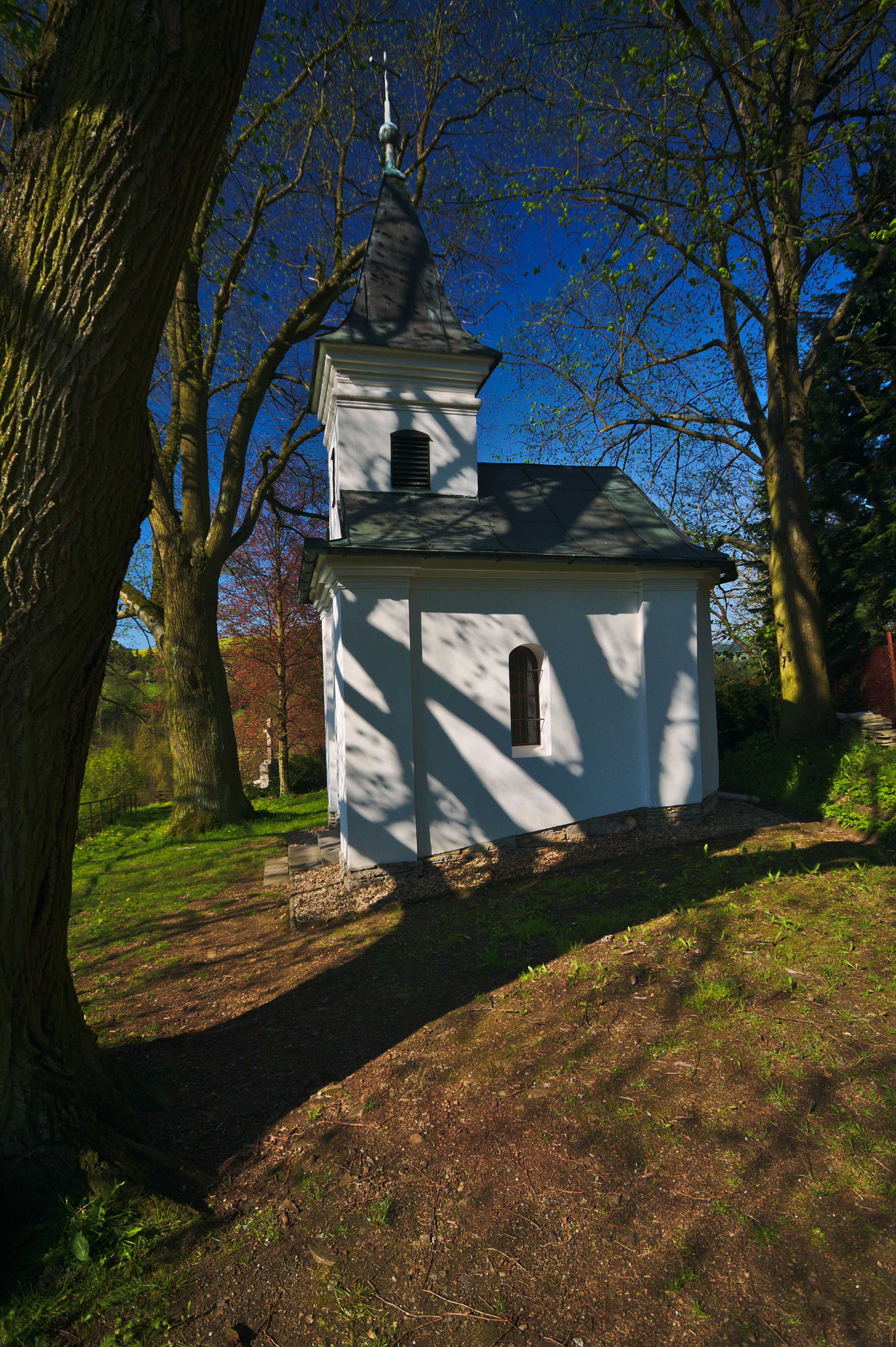
Kaple Nejsvětější Trojice
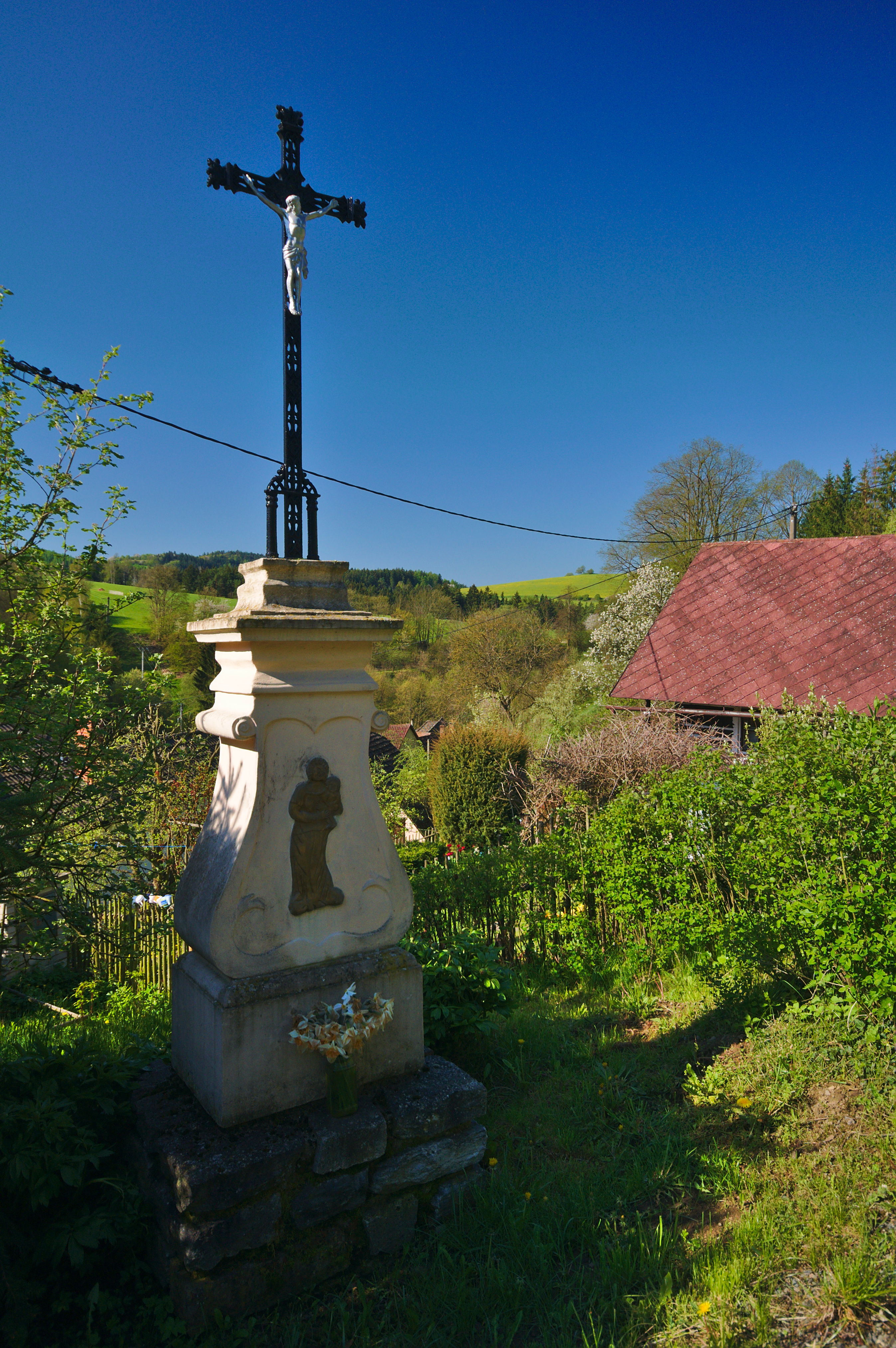
Kříž ve vesnici
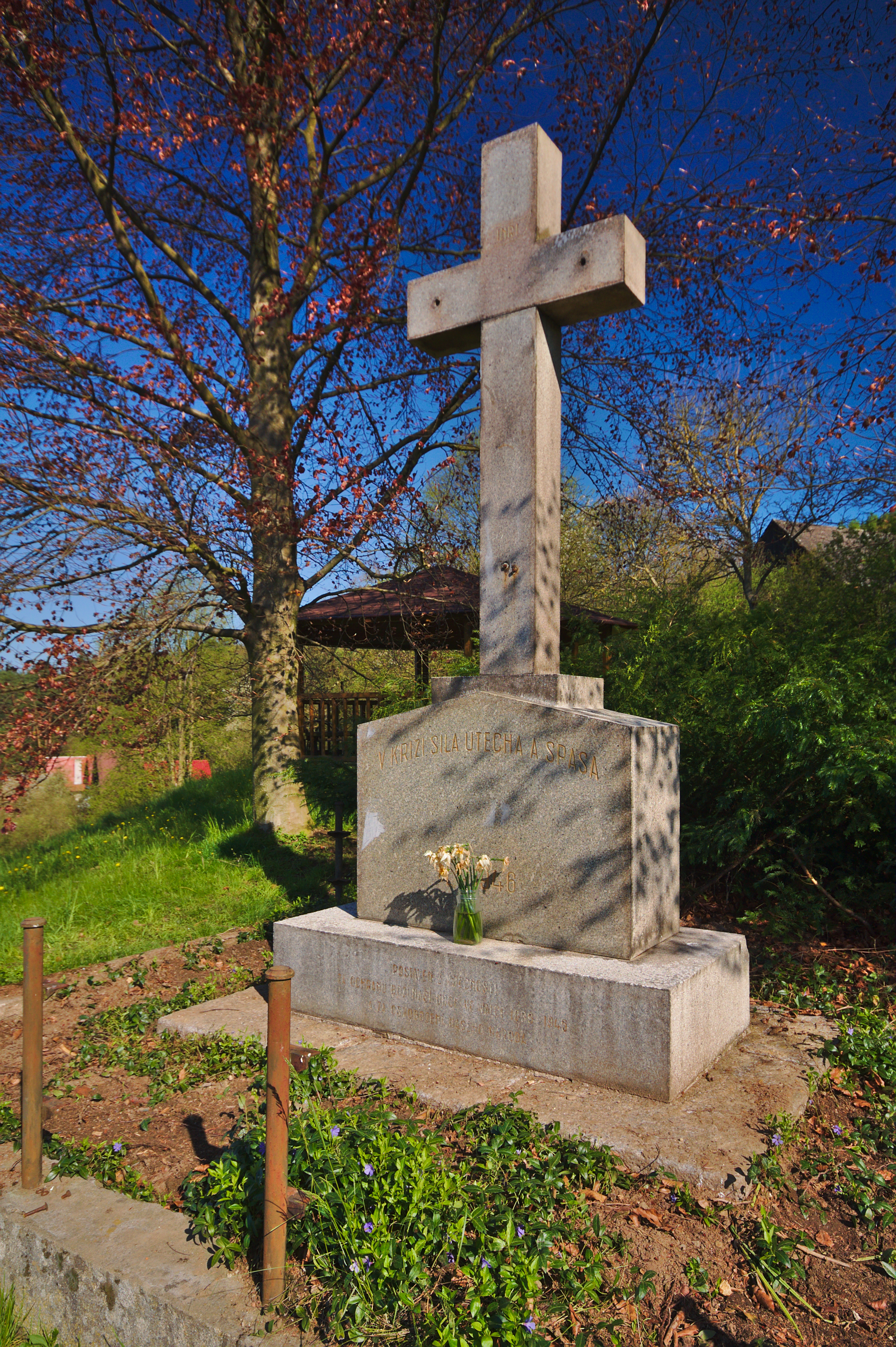
Kříž vedle kaple
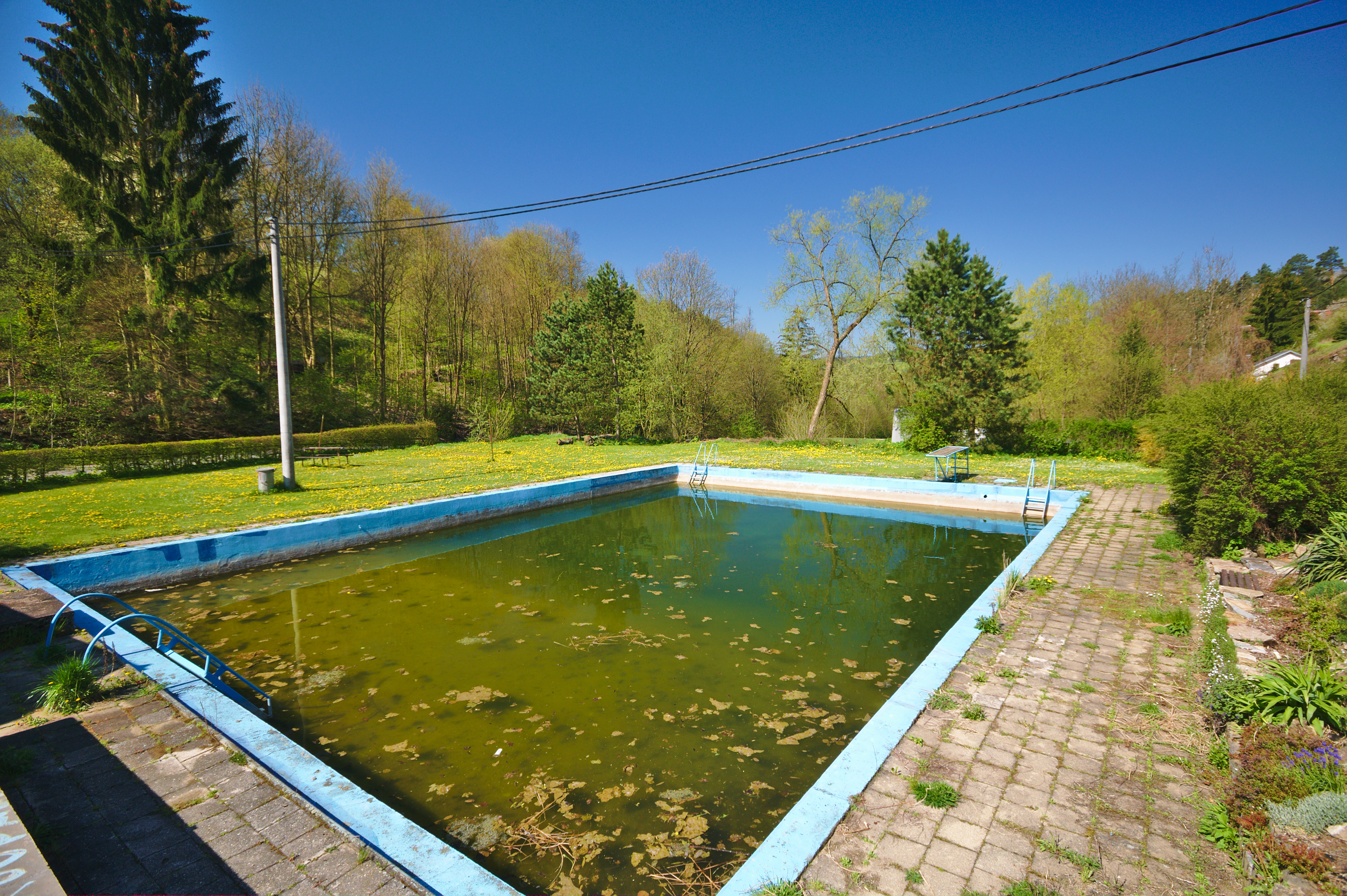
Požární nádrž
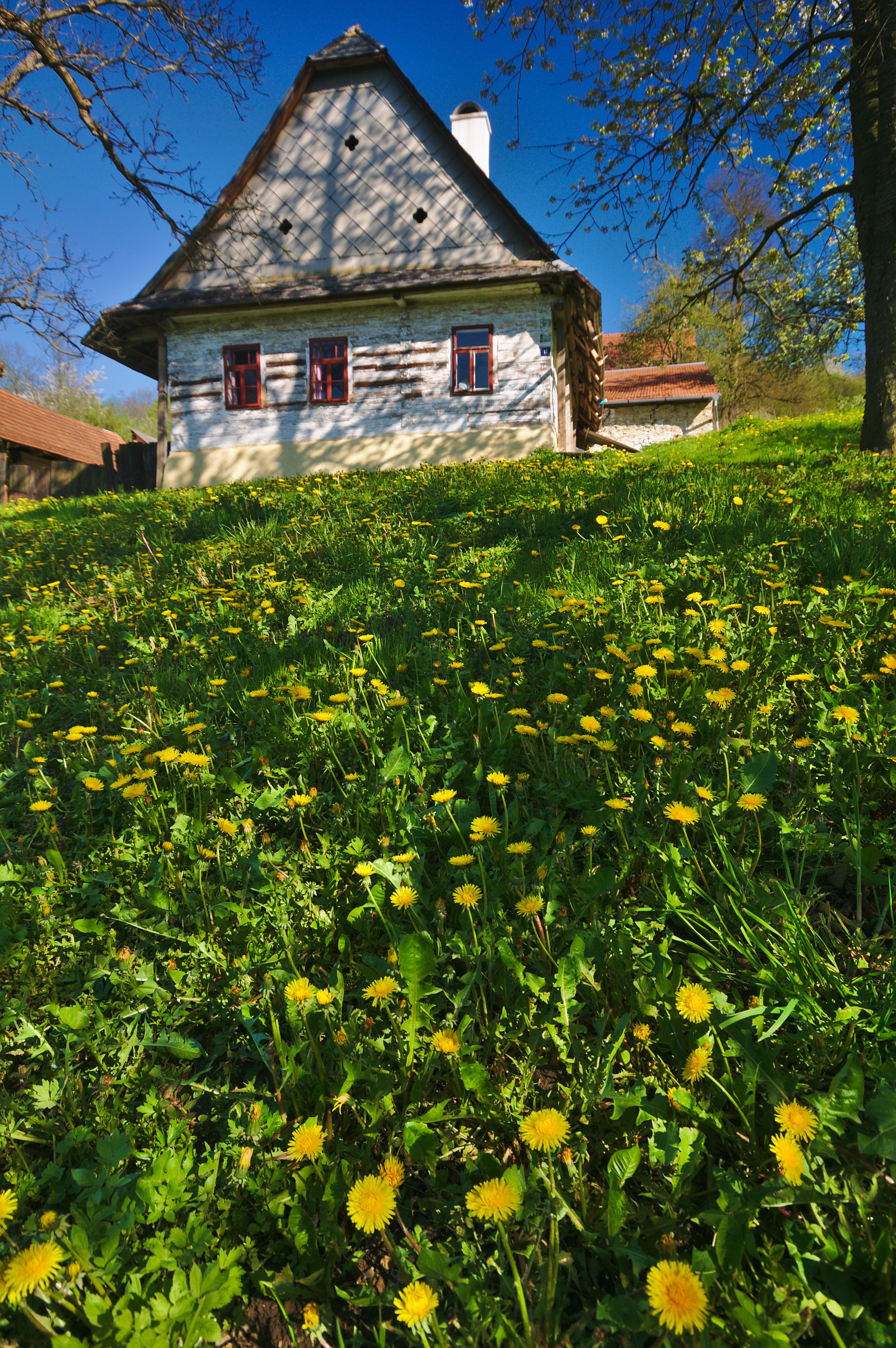
Roubený dům
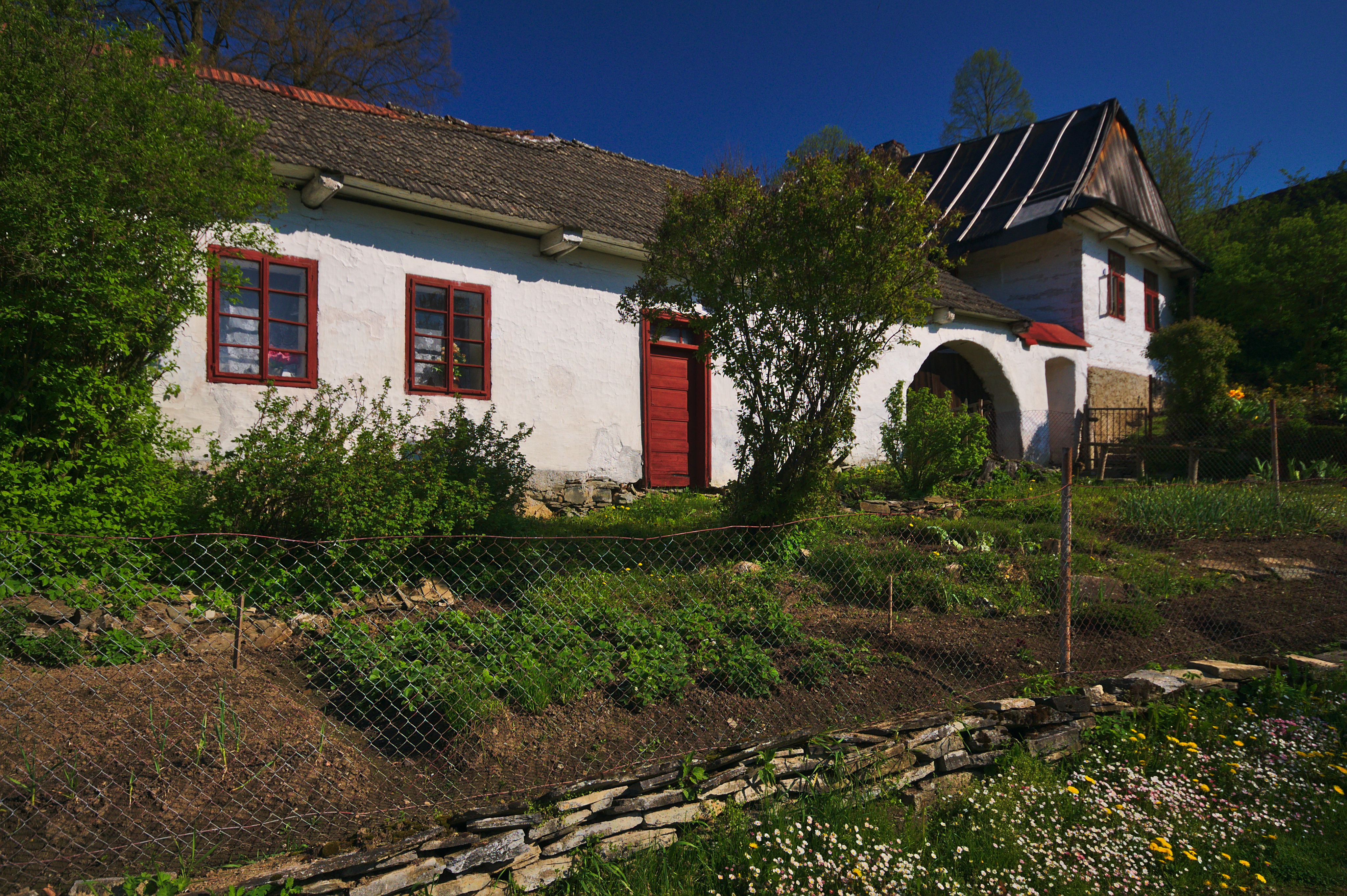
Roubený dům